# 佩拉斯新镇
佩拉斯新镇，是西班牙卡斯蒂利亚-莱昂萨莫拉省的一个市镇。 总面积17平方公里，总人口176人（2001年），人口密度10人/平方公里。